# حاسی بن عقبه
حاسی بن عقبه (به عربی: حاسی بن عقبة) یک شهرداری در الجزایر است که در ناحیه بئر جیر واقع شده‌است. حاسی بن عقبه ۹٬۴۳۵ نفر جمعیت دارد.